# خبازة قنابية
خُبَّازَة قِنَّابِيَّة نوعٌ من النباتات المزهرة في فصيلة الخبازية. عشبة معمرة تعلو نحو ٨٠ سم. ساقها زبَّاء اللحاء. أوراقها مخروطية ثلاثية أو خماسية التفريض العميق. أزهارها كبيرة القد قطرها نحو ٦ سم. لونها إلى البنفسجي يعلوه مواجٌ أرجواني. ازهرارها يستمر طوال الصيف. موطنها الولايات المتحدة وشمال المكسيك.